# ماريو بارتي 3
ماريو بارتي 3 (بالإنجليزية: Mario Party 3)‏ (باليابانية: マリオパーティ3) ، هي لعبة فيديو إلكترونية من نوع احتفال، أنتجها شركة هادسن سوفت اليابانية ونشرها شركة نينتندو سنة 2000م، وتعمل حصراً لنظام نينتندو 64.